# 臺灣府城隍廟
臺灣府城隍廟，是奉祀臺灣府城隍威靈公的道教廟宇，位於臺灣臺南市中西區城隍里。也是臺灣知名的城隍廟。明鄭永曆二十三年（1669年）廟建於東安坊右，當時稱為承天府城隍廟。此廟是臺灣最早的官建城隍廟，為中華民國國定古蹟。

## 沿革

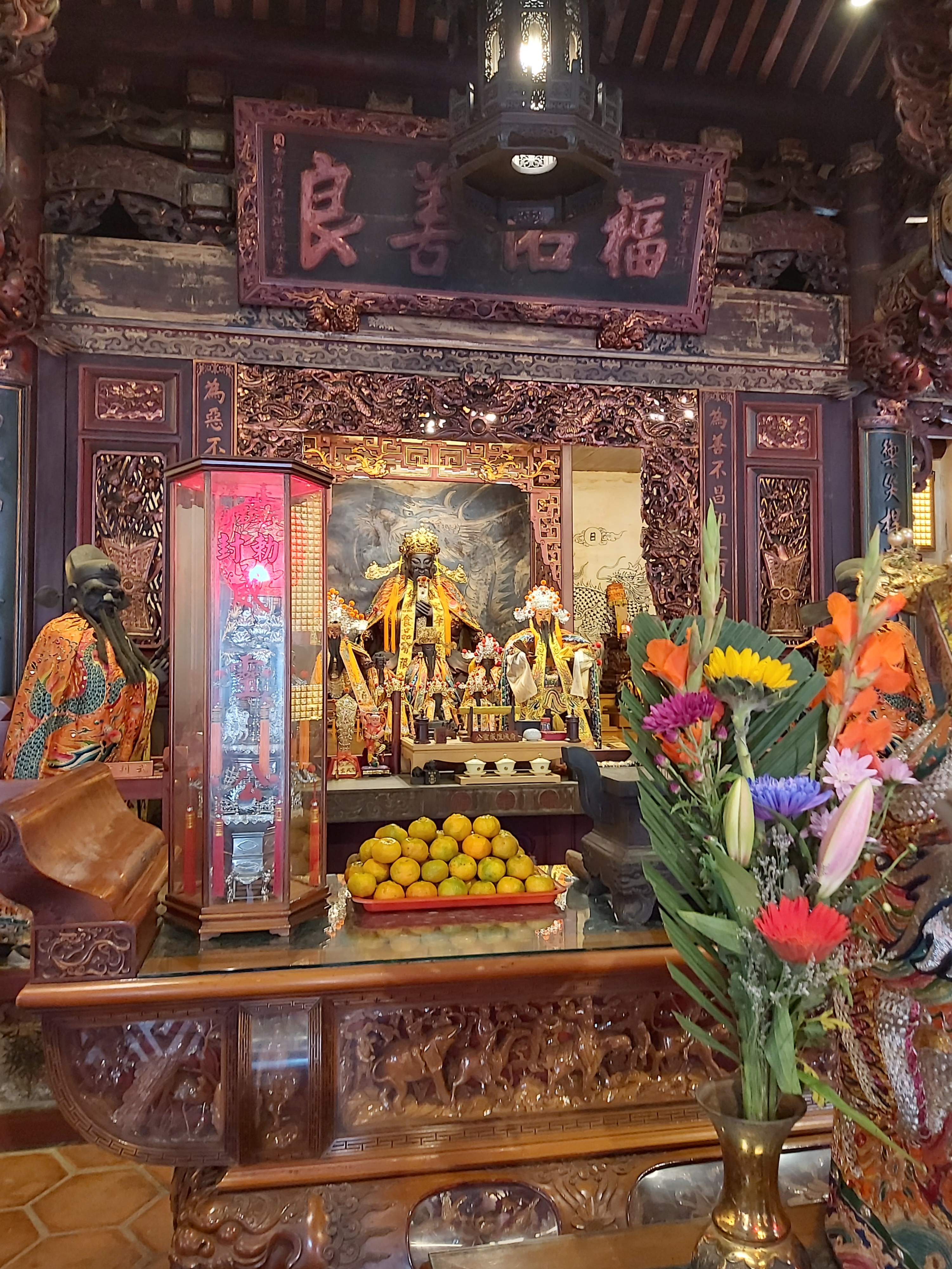
正殿威靈公城隍尊神聖像

臺灣府城隍廟於明永曆二十三年（1669年）落成於東安坊郡屬右側，時稱「承天府城隍廟」，為臺灣最早的官建城隍廟。至今歷經多次修建，最早的整修紀錄在康熙三十二年（1693年），亦是出現該廟名稱的最早文獻紀錄。廟前原有寬廣的廟埕，乾隆四十二年（1777年），當時知府蔣元樞捐俸重修，立碑記事，據其《重修臺郡各建築圖說》所繪，目前臺灣府城隍廟的建築格局應是在此時確立為四殿兩廂房式的廟宇建築，除第一進戲台外，依次是正殿、後殿及大士殿；大士殿的右側，設有紀念臺灣知府蔣毓英的蔣公祠。清領增修時，改稱為今日所見廟名「臺灣府城隍廟」。
1907年實施市區改正，廟埕劃為道路用地，即今青年路；1982年廟前青年路拓寬為15公尺的道路，廟埕消失殆盡，使得前殿緊臨道路，成為臨衝的廟宇。1997年內政部和市政府全額補助重修臺灣府城隍廟，於1999年落成，成就今日所見之府城隍廟。
臺灣府城隍廟於1985年經指定為臺閩地區第二級古蹟，1997年5月14日，《文化資產保存法》修法後取消三級古蹟制，成為縣市定古蹟。2005年，文資法修法後升格為國定古蹟。

## 祀神
本廟主祀臺灣府城隍威靈公，聖誕五月十一日。配祀有城隍夫人、觀音菩薩、地藏菩薩、註生娘娘、天上聖母、福德正神、月下老人、十八羅漢、文武判官、范謝將軍、甘柳將軍、二十四司、門神等神佛，門神彩繪以秦叔寶、尉遲恭為主，兩側配用朝官共衛殿宇，皆是知名廟宇畫師潘麗水的作品，其面部的豐富表情，以及講究戰甲工筆細緻則為其大特色。

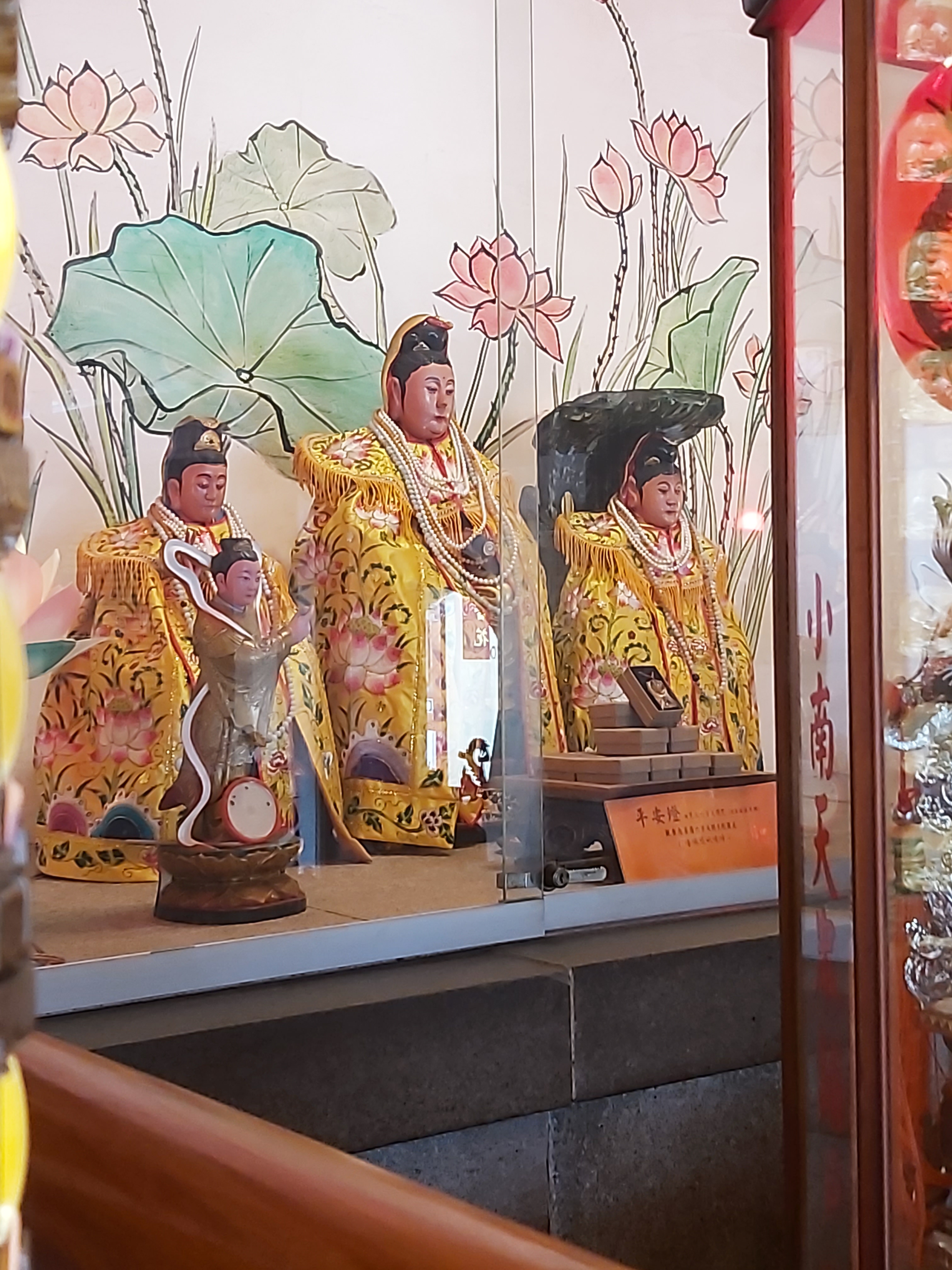
觀音菩薩
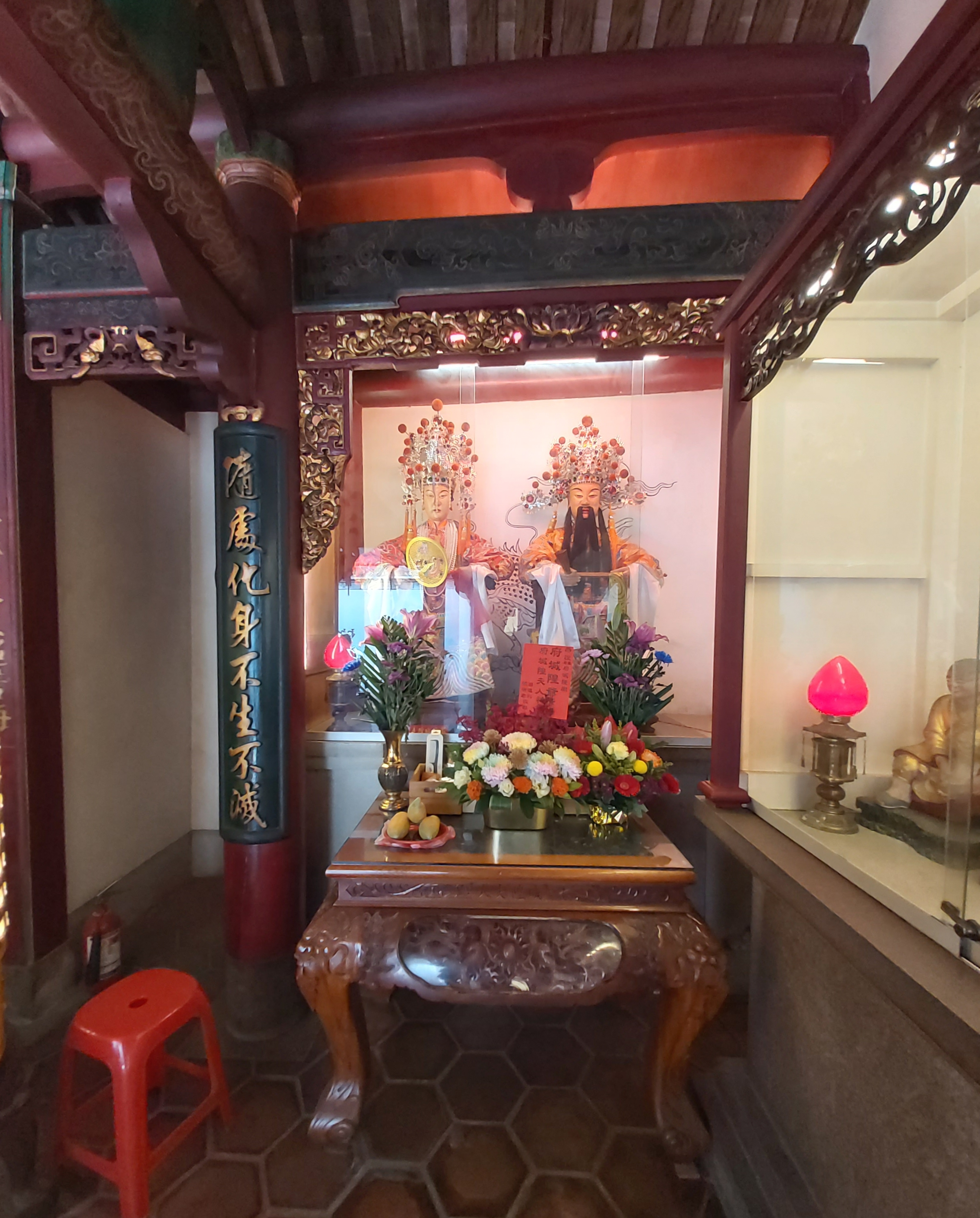
城隍夫婦
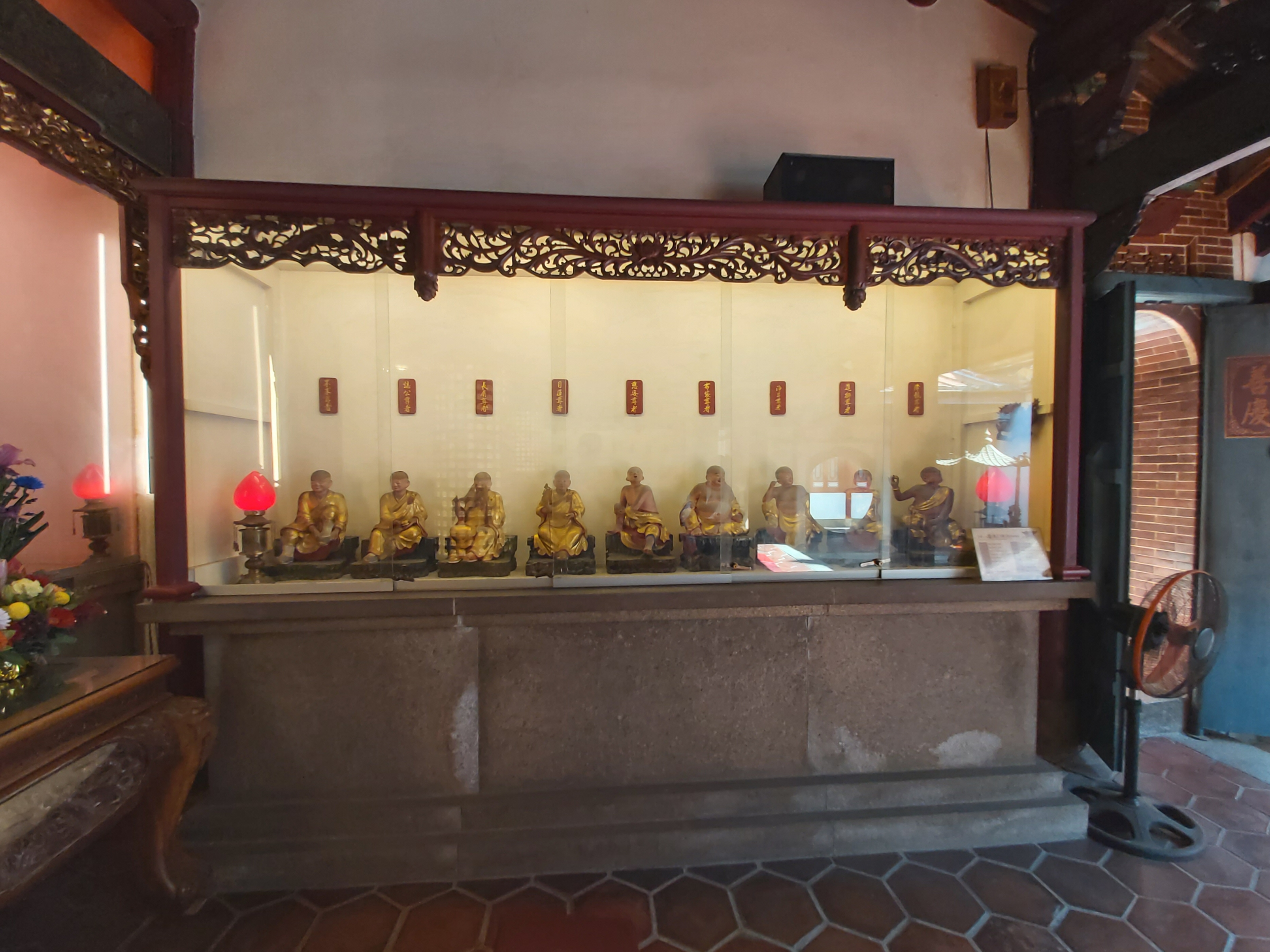
十八羅漢
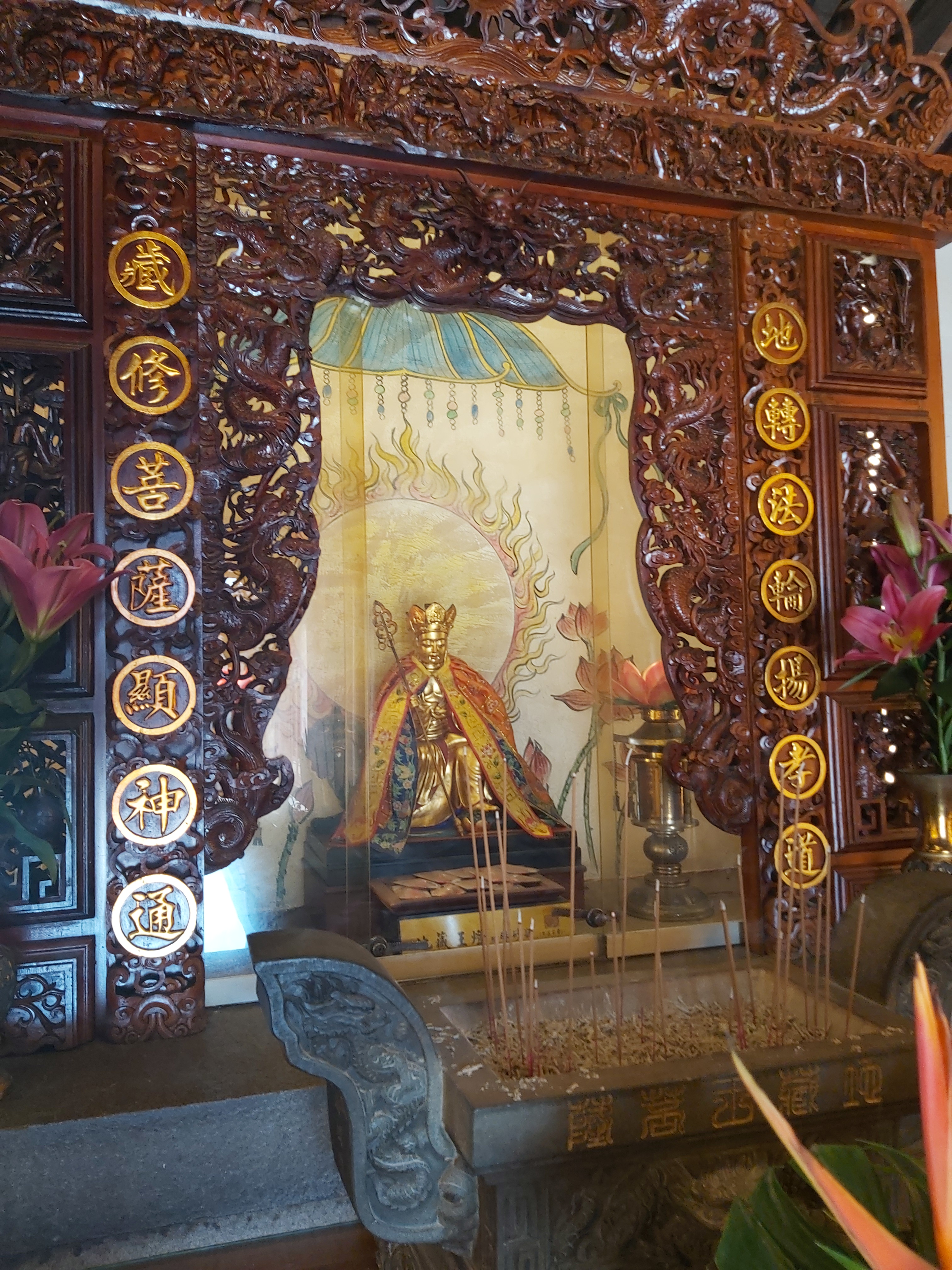
地藏菩薩
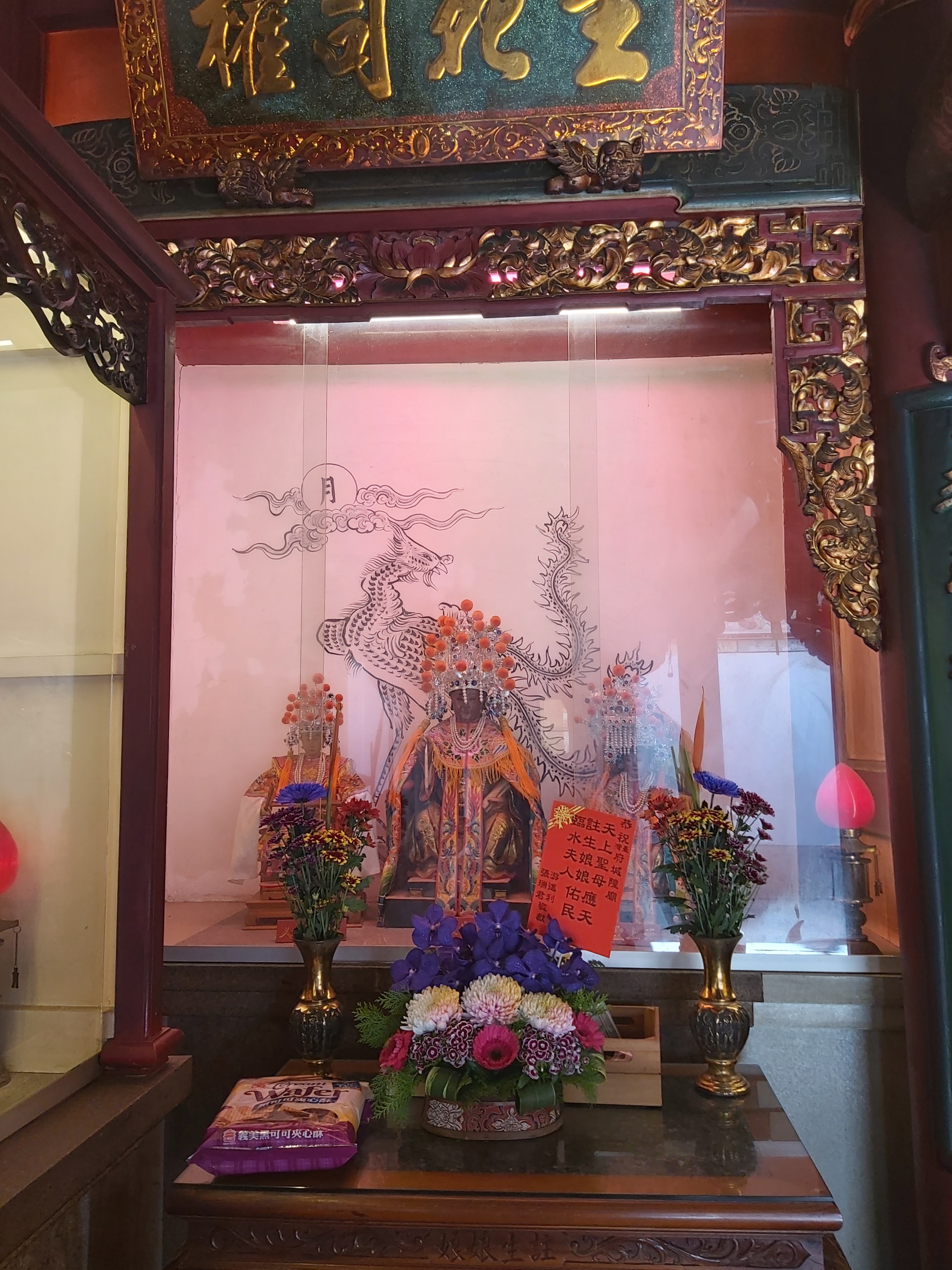
註生娘娘
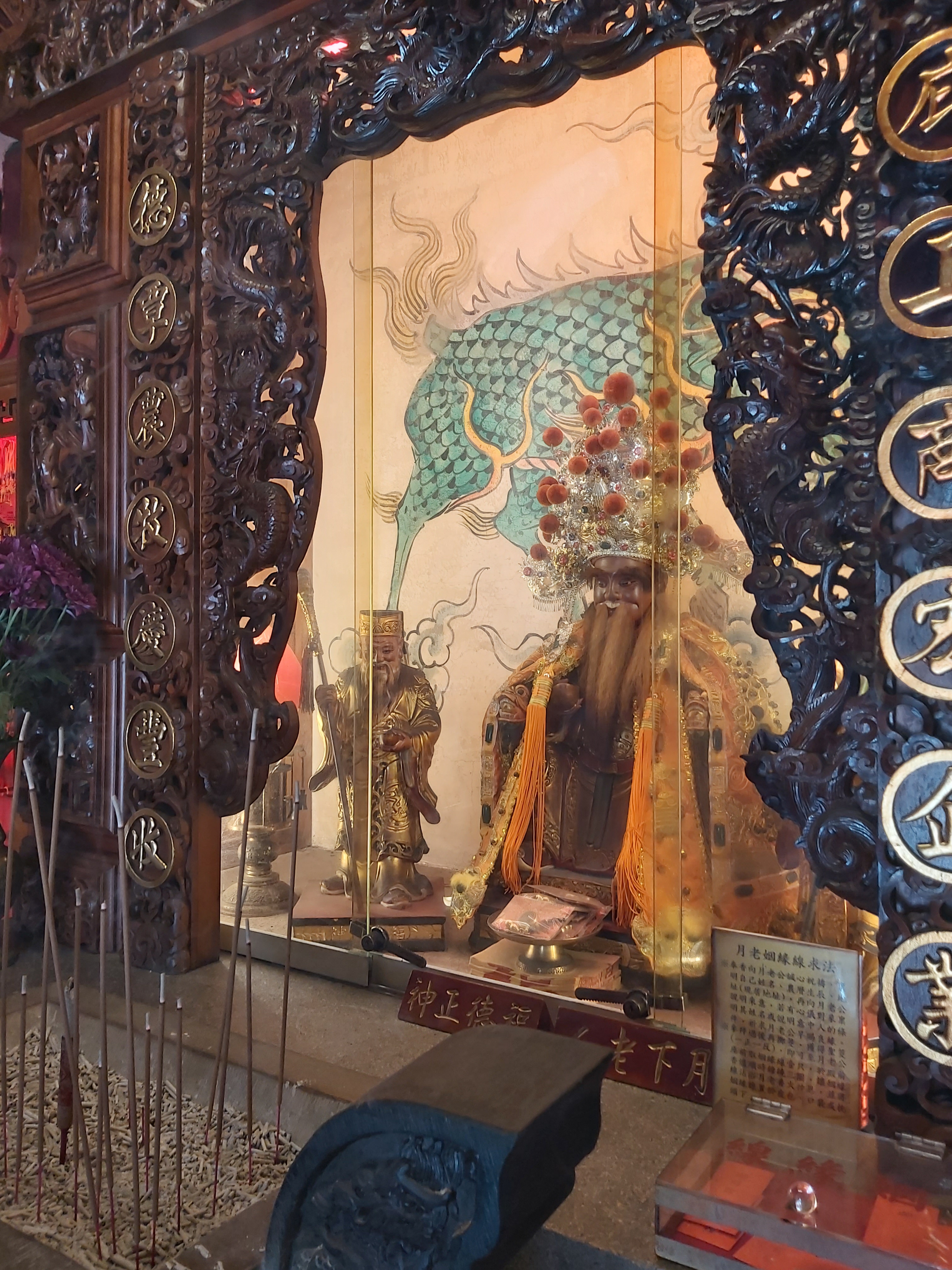
福德正神

二十四司是城隍爺的屬官。臺南俗說，二十四司中的「考功司」考核官吏人事成績，「學政司」則是管理人類的教育與考運。故每逢考季，以「學政司」、「考功司」最為熱門，「學政司」、「考功司」的案前總是擺滿准考證影印本，考生崇信萬分。另其中「速報司」與「地獄司」造型威顯赫赫，頗富藝術美感。

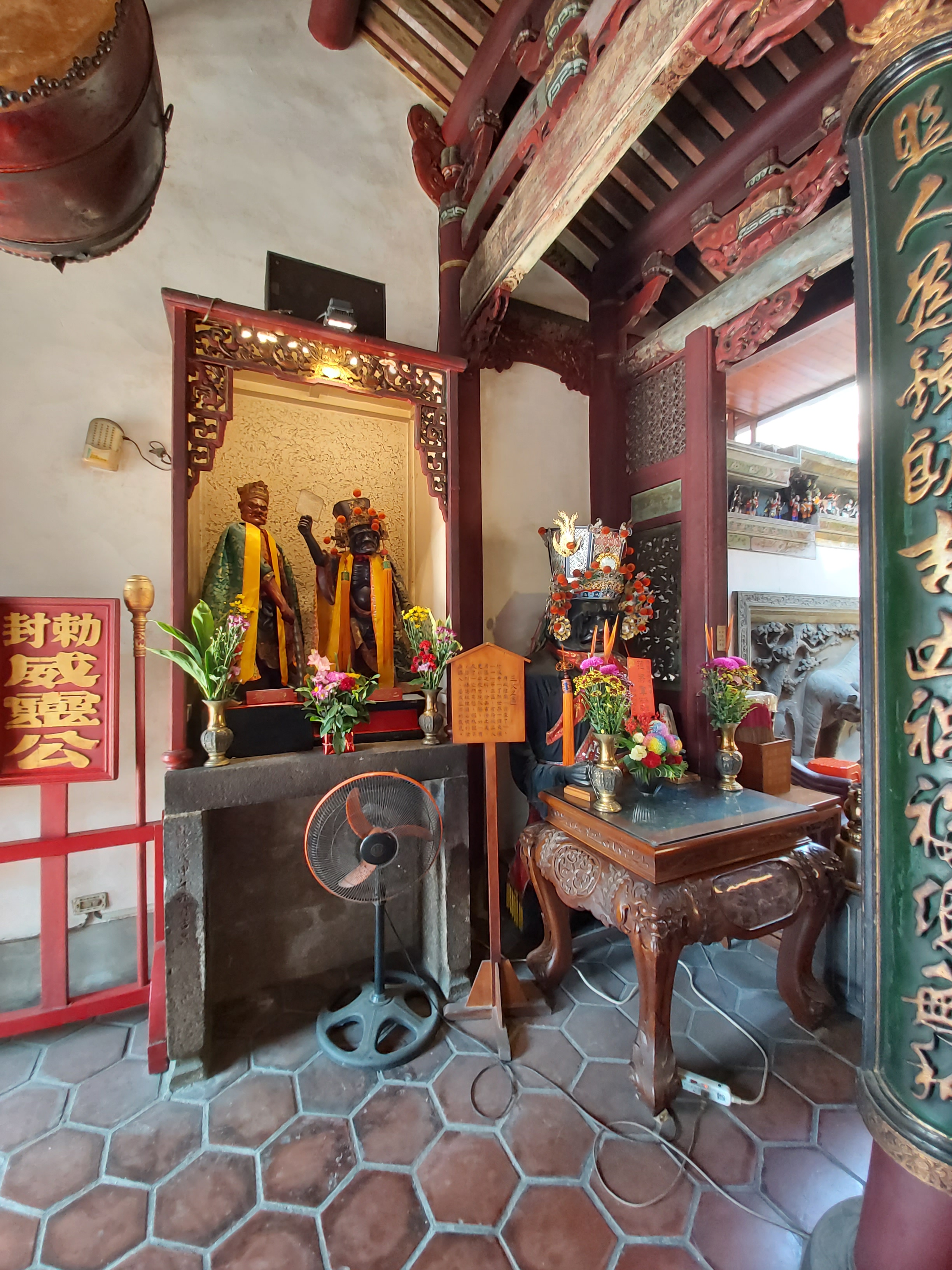
八爺、柳將軍
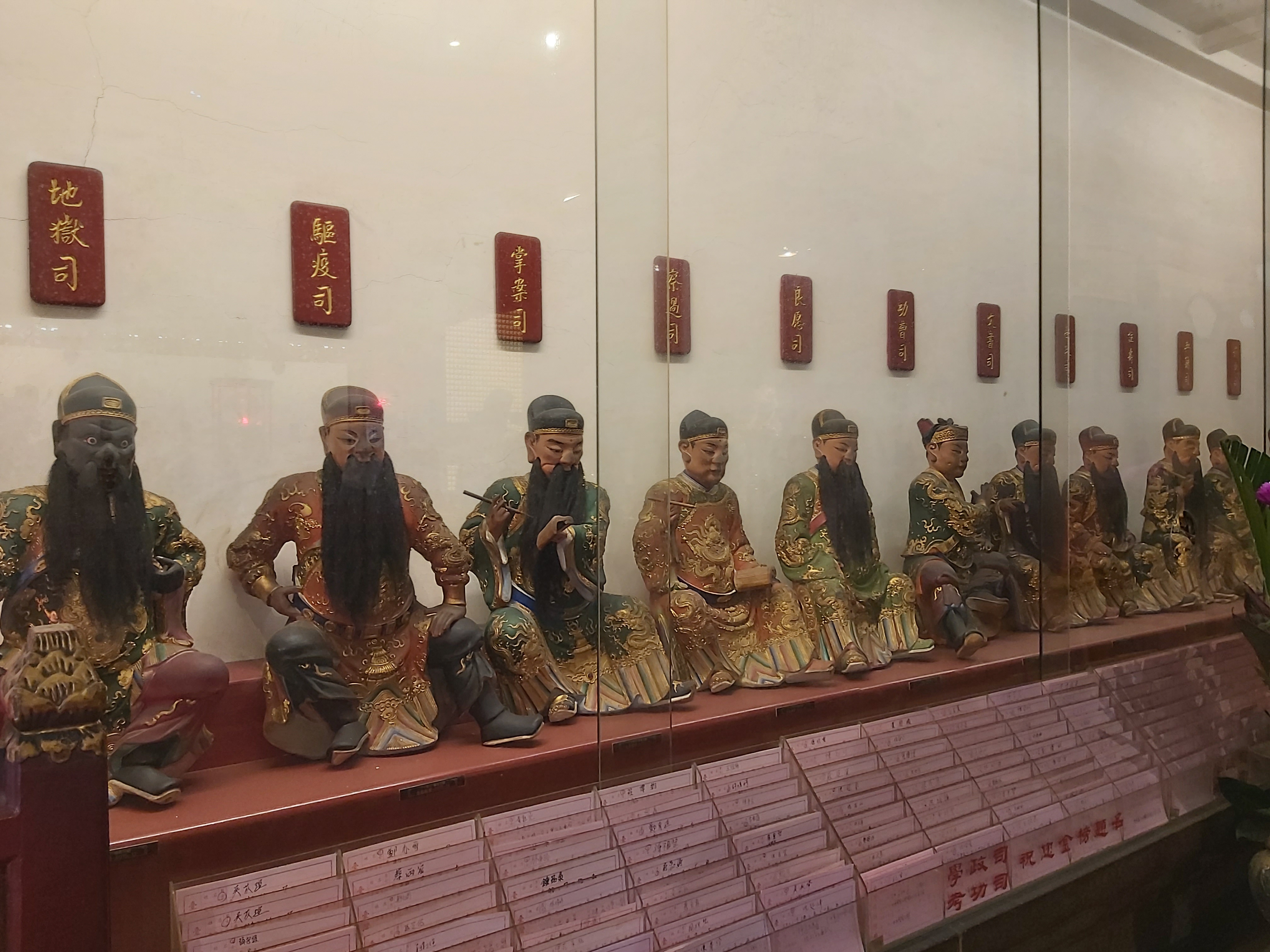
二十四司
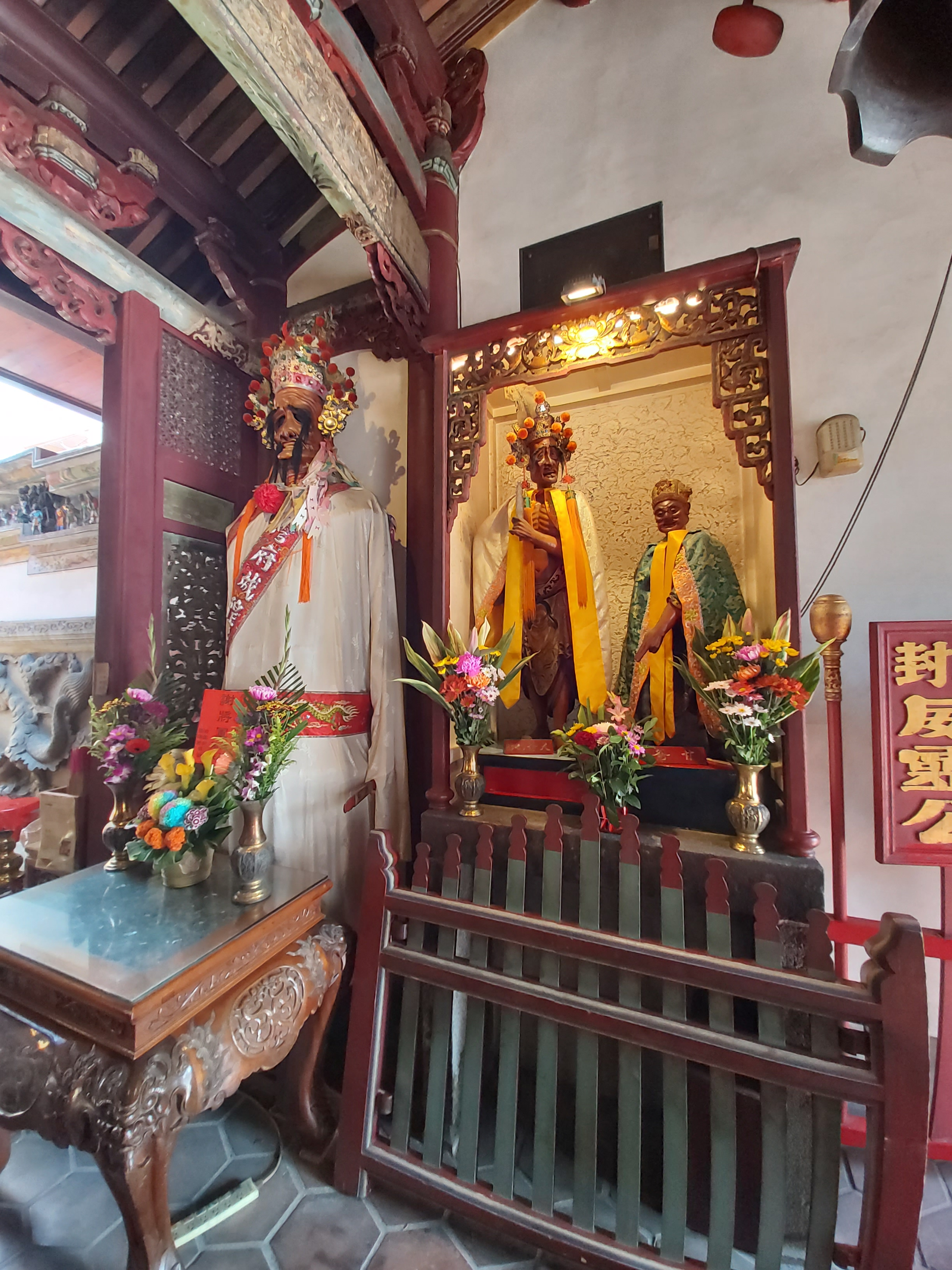
七爺、甘將軍

## 建築與文物

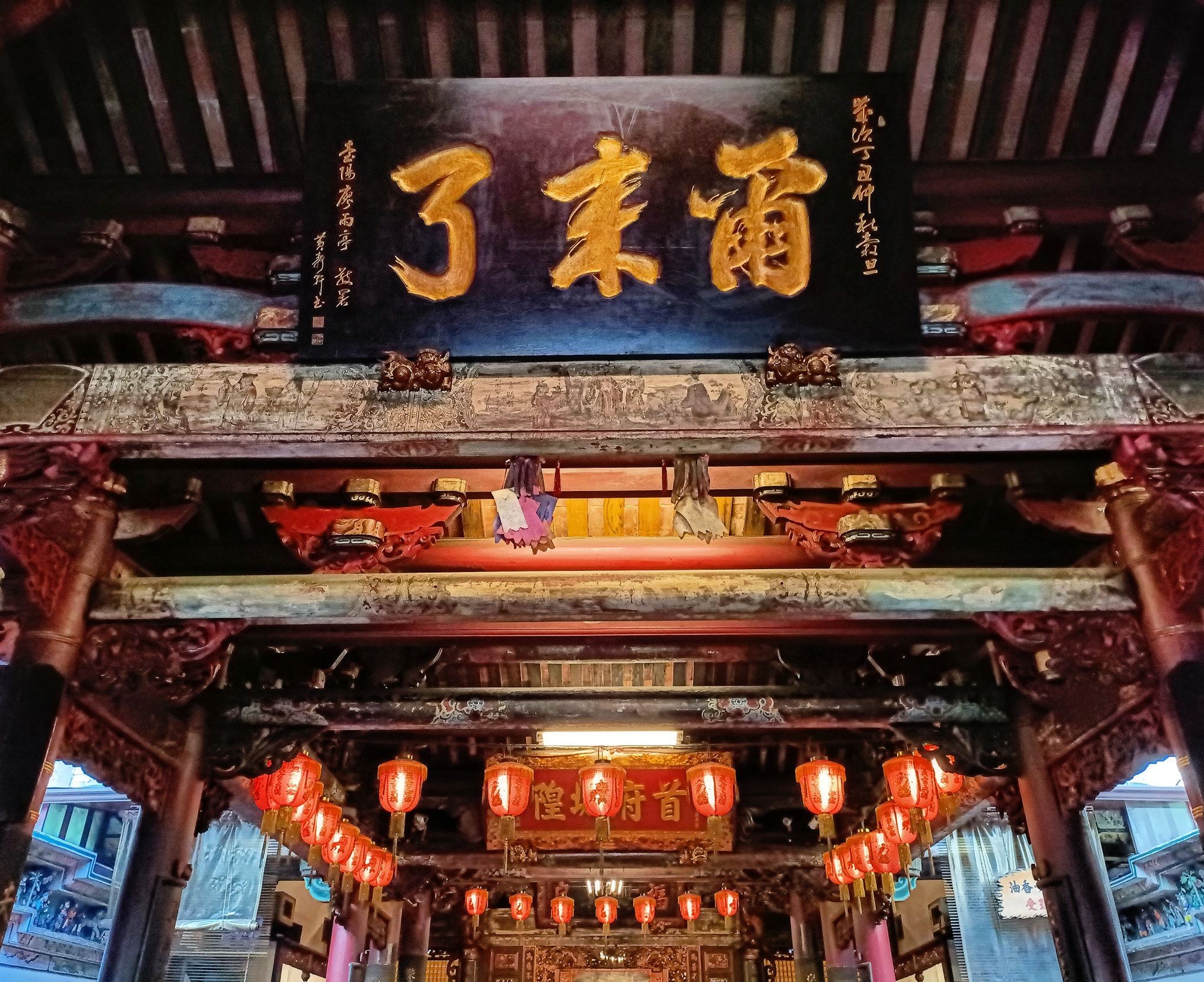
臺灣府城隍廟正殿
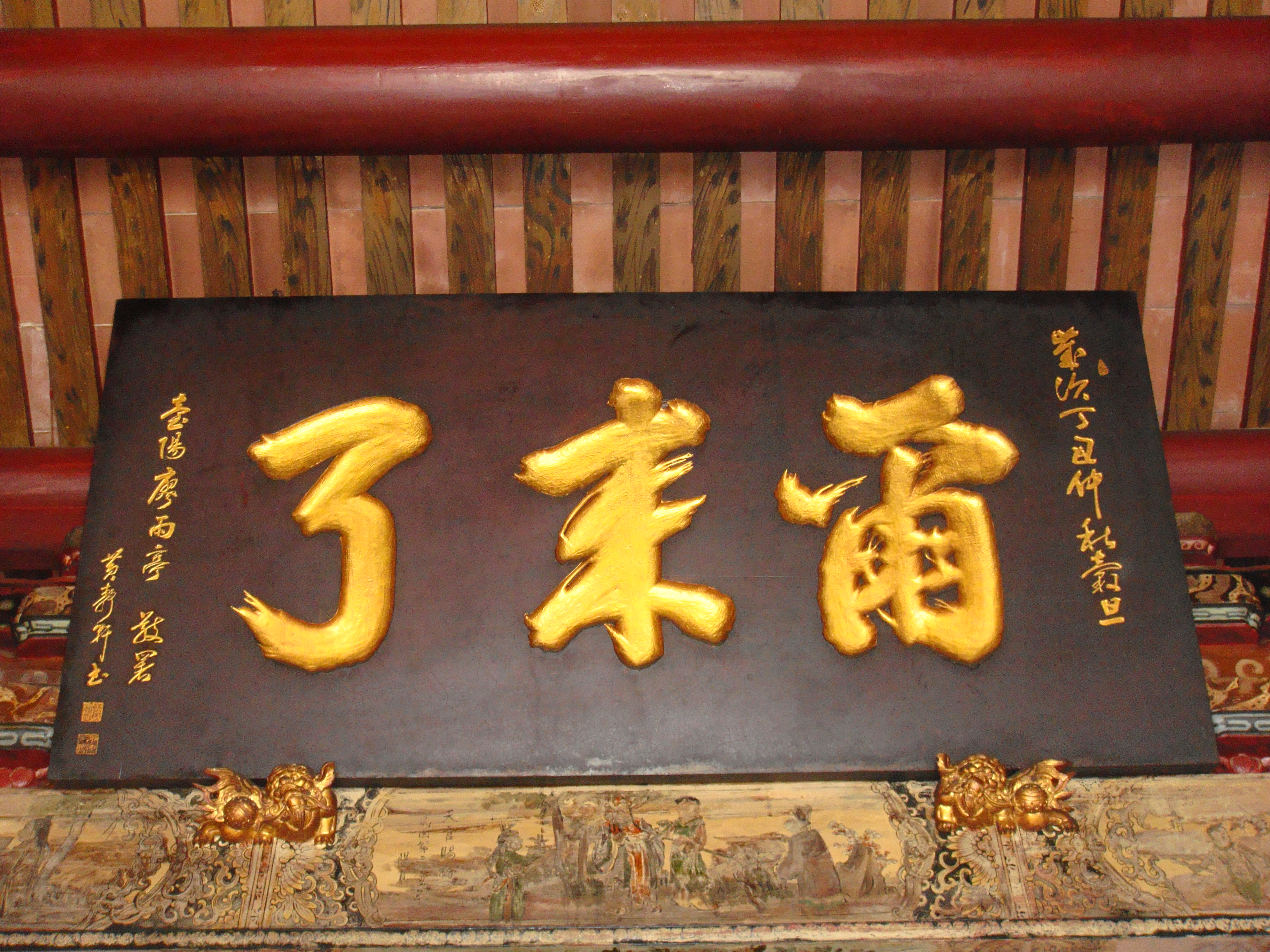
三川殿的「爾來了」匾
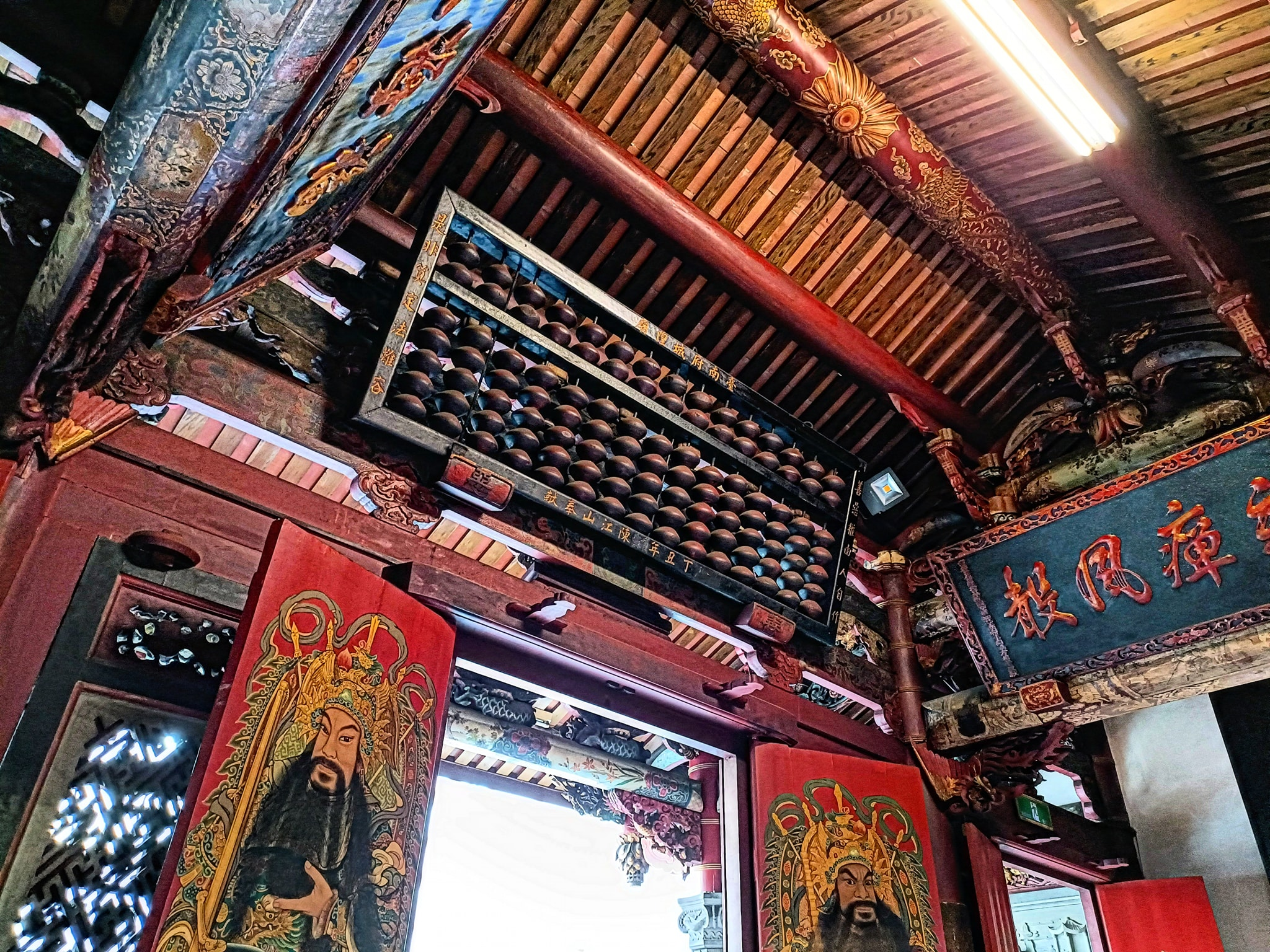
正門門楣的大算盤
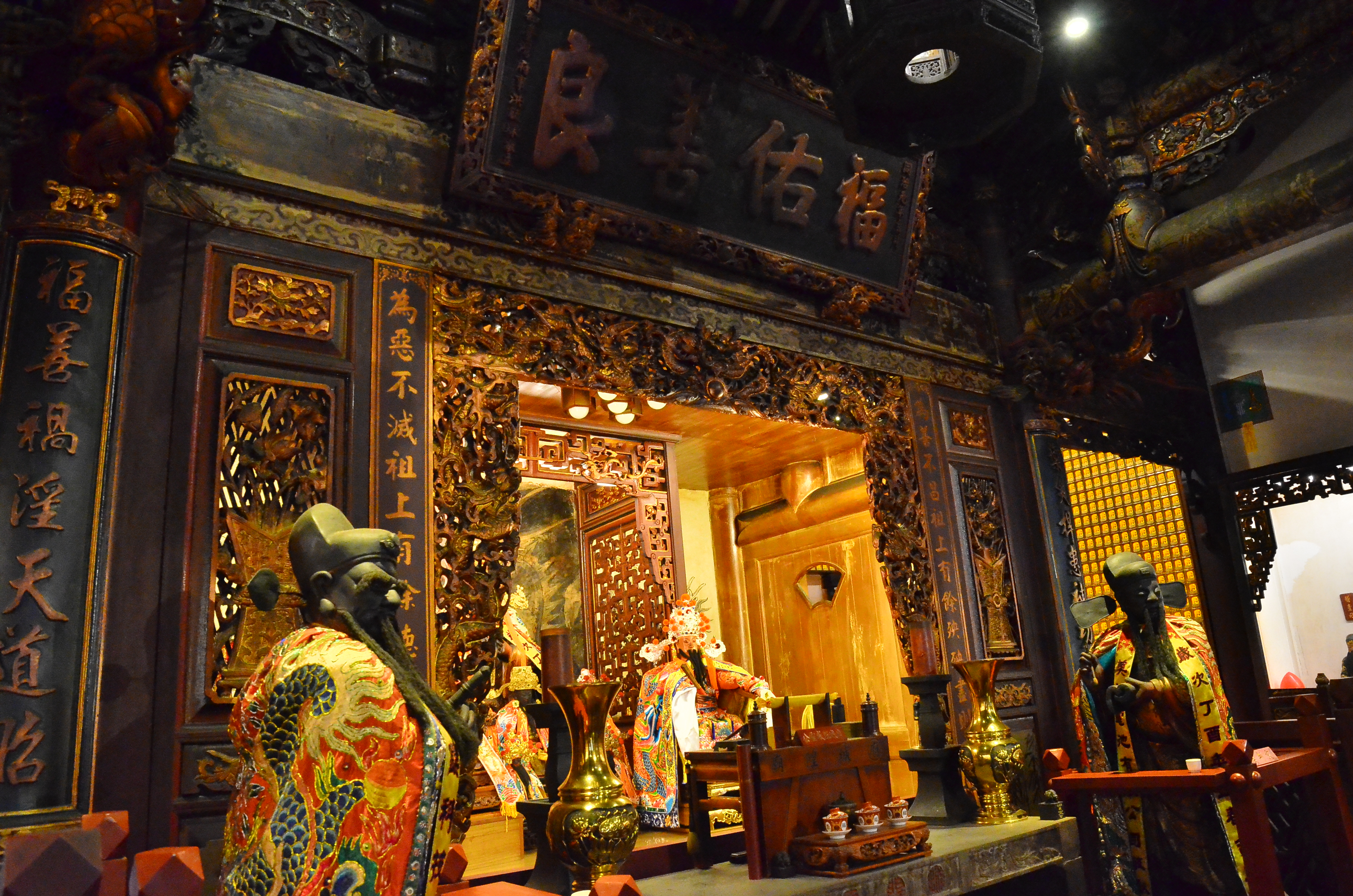
臺灣府城隍廟正殿

臺灣府城隍廟坐北朝南，三進兩護龍，以分金線為中軸線對稱分部，中軸線上有三川殿、拜亭及龍虎井、正殿、後天井及過水廊和後殿，兩側有東西護龍。整體建築高度較低，縱深較長，以壓迫感營造神秘肅穆的氣氛。依蔣元樞〈重修府城隍廟圖碑〉可知舊時對面有戲台一座，今不存。
三川殿三開間，開三門，進深11架，空間寬敞，木雕精緻，有潘麗水繪門神六扇，有日治時期龍柱一對。拜亭連接三川門與正殿，除拜亭的兩側狹窄的天井可以採光及分辨區隔性，山門與正殿幾乎形成連為一體的狹長幽暗空間。拜亭由4柱及6架屋楹所組構，又可稱之為「四腳亭」。柱身採接柱的型態，下段柱身及柱珠皆飾以磨石子，柱間五界大通樑及三界二通樑上並置象斗座，其上層疊二斗承雙脊桁，而為捲棚的形式，為該廟大木作上主要的特色所在。龍虎井牆面分別有龍、虎石雕。
正殿為主要祭祀空間，進深13架，點金柱架內為三通五瓜疊斗，建造時將正殿後金柱併為神龕架柱，以省略後步柱，將原縱橫4柱列減為12柱式的規模，風格較為寬敞莊重。神龕左右後各開一石券門通往後殿，正殿與後殿間有天井和左右過水廊，有元棟門可通往兩側護龍。後殿整體五開間，中路三開間，進深9架，點金柱內三通五瓜，採二列四排、共8柱，呈現出恢弘莊嚴但簡潔的建築形制，但因缺少檐柱而在牆方設遮陽棚。後殿延伸配殿連接兩側護龍和側天井。廟宇後方有花園空地，兩側護龍做為文物館。

### 文物

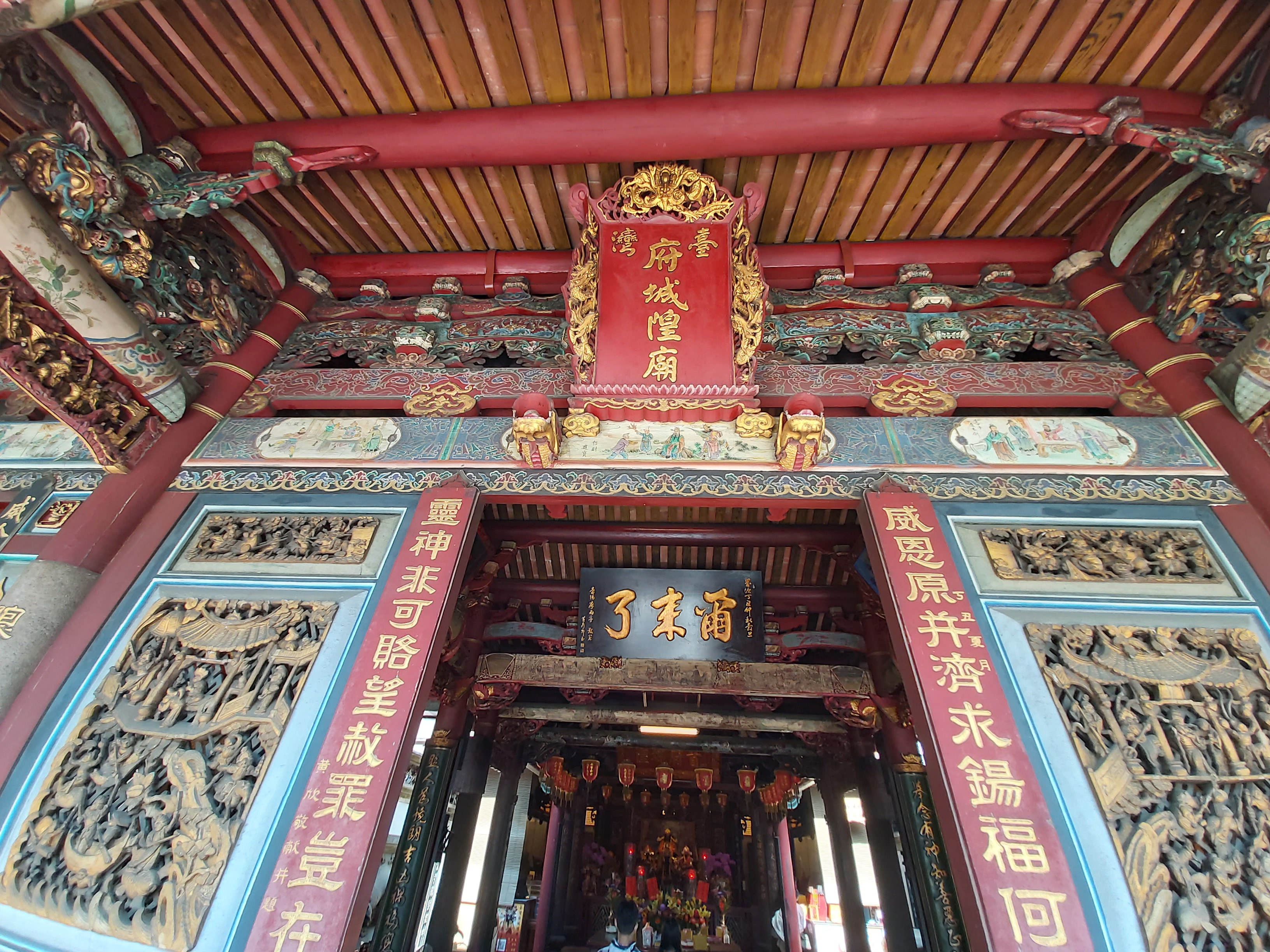
臺灣府城隍廟牌匾

最知名的文物為高懸於三川殿上由廖雨亭題於1937年的名匾「爾來了」，匾前端書有「歲次丁丑仲秋榖旦」，收尾落款則寫上「臺陽廖雨亭敬署」以及「黃敬軒書」，其含義具有勸世警惕，傳達恩威並濟的意味，與台南天壇的「一」字匾與竹溪寺的「了然世界」匾額合稱「臺南三大名匾」。或說加上祀典武廟的「大丈夫」匾額合稱「臺南四大名匾」。
大算盤由信徒陳江山（1899-1976）於同年奉獻，高掛於山川門門楣上方，與「爾來了」匾對望，上框刻有“臺南府城隍廟”六字，下框刻「丁丑年陳江山奉獻」，左右刻聯「善惡權由人自作，是非算定法難容」，具有象徵城隍爺以算盤計算世人功過，戒惡揚善的意味。
此外，城隍廟亦有收藏清咸豐十一年（1861年）臺灣府知府洪毓琛所敬立之「福佑善良」匾額，以及光緒十六年（1890年）臺南府知府方祖蔭所獻的「彰瘅風聲」匾額，從中可窺見所屬轄區的轉變。目前在廟內仍存有多件早年遺存的供器，如乾隆年間石香爐、鉎鐵金爐與錫質五賽。

## 神蹟
- 報載，有一居住桃園龍潭的陳姓善信肺病久不癒，後夢見「府城隍」欲為其治病，肺病竟大有起色。陳姓善信遂依客家人祭祀大禮，至本廟奉獻六百斤的神豬，並請客家八音團演奏音樂，答謝神恩。[7]

## 外部連結
- 臺灣府城隍廟網站 （页面存档备份，存于）。
- 臺灣府城隍廟 - 臺灣宗教百景 （页面存档备份，存于）。
- 臺灣府城隍廟 - 文化部iCulture （页面存档备份，存于）。